# Parachlorota aerea
Parachlorota aerea är en skalbaggsart som beskrevs av Waterhouse 1881. Parachlorota aerea ingår i släktet Parachlorota och familjen Rutelidae. Inga underarter finns listade i Catalogue of Life.